# Vierdaagse van Duinkerke 2013

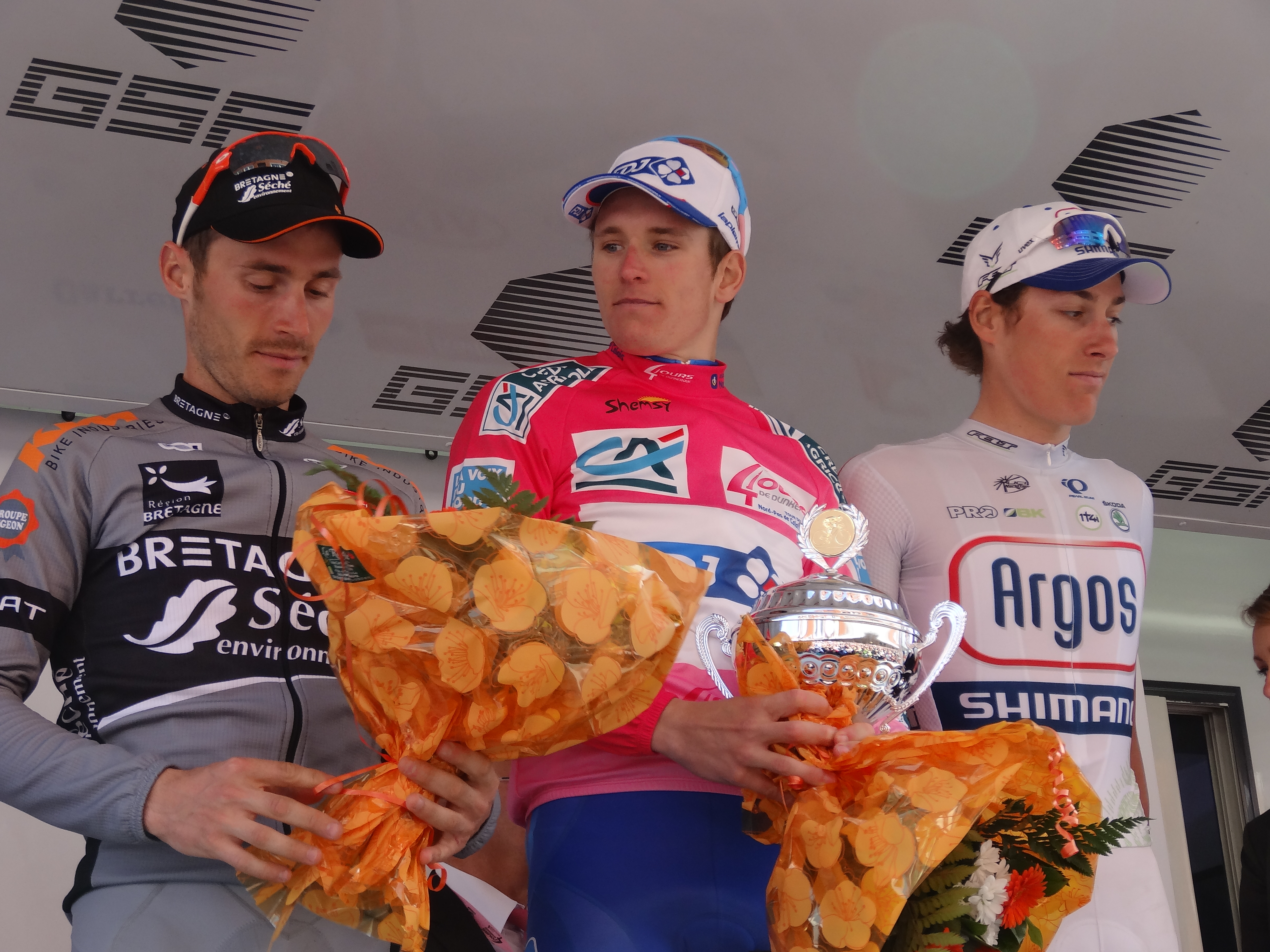
Podium

De Vierdaagse van Duinkerke 2013 was de 59e editie van deze wielerwedstrijd die als meerdaagse koers werd verreden in het noordwesten van Frankrijk. De wedstrijd maakte deel uit van de UCI Europe Tour 2013. Arnaud Démare maakte indruk tijdens deze editie door drie etappes, het algemeenklassement, het puntenklassement en het jongerenklassement te winnen. 

## Deelnemende ploegen

### UCI World Tour
| Ploeg            | Land             |
| ---------------- | ---------------- |
| AG2R-La Mondiale | Frankrijk        |
| Argos-Shimano    | Nederland        |
| Astana Pro Team  | Kazachstan       |
| FDJ              | Frankrijk        |
| Garmin-Sharp     | Verenigde Staten |
| Vacansoleil-DCM  | Nederland        |

### Pro Continental
| Ploeg                            | Land        |
| -------------------------------- | ----------- |
| Accent-Wanty                     | België      |
| Bretagne-Séché Environnement     | Frankrijk   |
| Champion System Pro Cycling Team | China       |
| Cofidis                          | Frankrijk   |
| Crelan-Euphony                   | België      |
| IAM Cycling                      | Zwitserland |
| Sojasun                          | Frankrijk   |
| Europcar                         | Frankrijk   |
| Topsport Vlaanderen-Baloise      | België      |
| MTN-Qhubeka                      | Zuid-Afrika |

### Continental
| Ploeg                   | Land      |
| ----------------------- | --------- |
| BigMat-Auber 93         | Frankrijk |
| La Pomme Marseille      | Frankrijk |
| Roubaix Lille Métropôle | Frankrijk |

## Etappe-overzicht
| Etappe    | Datum | Start       | Finish                      | Afstand | Winnaar          | Ploeg  | Leider        |
| --------- | ----- | ----------- | --------------------------- | ------- | ---------------- | ------ | ------------- |
| 1e etappe | 1 mei | Duinkerke   | Courrières                  | 155 km  | Arnaud Démare    | FDJ    | Arnaud Démare |
| 2e etappe | 2 mei | Lewarde     | Douchy-les-Mines            | 178 km  | Arnaud Démare    | FDJ    | Arnaud Démare |
| 3e etappe | 3 mei | Oignies     | Liévin                      | 179 km  | Arnaud Démare    | FDJ    | Arnaud Démare |
| 4e etappe | 4 mei | Louvre-Lens | Parc Départemental d'Olhain | 182 km  | Michel Kreder    | Garmin | Arnaud Démare |
| 5e etappe | 5 mei | Estaires    | Duinkerke                   | 164 km  | Yannick Martinez | LPM    | Arnaud Démare |

## Klassementen
| Etappe           | Winnaar          | Algemeen klassement | Puntenklassement | Bergklassement | Jongerenklassement | Ploegenklassement           |
| ---------------- | ---------------- | ------------------- | ---------------- | -------------- | ------------------ | --------------------------- |
| 1                | Arnaud Démare    | Arnaud Démare       | Arnaud Démare    | Julien Duval   | Arnaud Démare      | La Pomme Marseille          |
| 2                | Arnaud Démare    | Arnaud Démare       | Arnaud Démare    | Julien Duval   | Arnaud Démare      | Topsport Vlaanderen-Baloise |
| 3                | Arnaud Démare    | Arnaud Démare       | Arnaud Démare    | Julien Duval   | Arnaud Démare      | Topsport Vlaanderen-Baloise |
| 4                | Michel Kreder    | Arnaud Démare       | Arnaud Démare    | Julien Duval   | Arnaud Démare      | IAM Cycling                 |
| 5                | Yannick Martinez | Arnaud Démare       | Arnaud Démare    | Julien Duval   | Arnaud Démare      | IAM Cycling                 |
| Eindklassementen | Eindklassementen | Arnaud Démare       | Arnaud Démare    | Julien Duval   | Arnaud Démare      | IAM Cycling                 |